# Zehntelsekunde
Die Zehntelsekunde entspricht bei vielen Messungen von visuell oder akustisch wahrnehmbaren Ereignissen der erreichbaren Genauigkeit; sie beträgt ein Zehntel einer Sekunde.

## Messprobleme
Die Erforschung der Zeitwahrnehmung ergab verschiedene Schwellen, je nach zu beobachtendem Phänomen. Bei einfachen, visuell oder akustisch beobachteten Zeitintervallen liegt sie unter der Zehntelsekunde, wozu allerdings noch die Reaktionszeit kommt. Letztere beträgt je nach Aufmerksamkeit zwischen 0,3 und 1 Sekunde (siehe auch Schrecksekunde).
Bei der Handstoppung – der manuellen Zeitmessung mit einer mechanischen oder digitalen Stoppuhr – liegt die Reaktionszeit durchschnittlich bei 0,2 bis 0,4 Sekunden. Wenn ein Ereignis genau vorhersehbar ist, etwa bei Beobachtung eines Sterns im Fernrohr, kann sie bei entsprechender Erfahrung auf unter 0,1 s sinken.
Weil diese Reaktionszeit je nach Person und deren momentaner Verfassung etwas schwankt, werden bei sportlichen Wettkämpfen manuelle Stoppungen durch mehrere Kampfrichter durchgeführt. Bei unerfahrenen Personen sind die gemessenen Zeitspannen auf etwa 0,3 bis 0,5 Sekunden genau, während bei langjähriger Tätigkeit 0,1 bis 0,2 Sekunden erreichbar sind.
Auch in der Astrometrie und in manchen Bereichen der Technik arbeitet man mit Handstoppung, wenn nicht höchste Genauigkeit erforderlich ist. Im Labor sind händische Zeitmessungen auf ±0,1 Sekunden möglich, wenn man erfahren und in ausgeglichener Verfassung ist. Für genau voraussehbare Momente (z. B. bei Sterndurchgängen oder sehr regelmäßigen Phänomenen) kann man sogar an 0,03 Sekunden herankommen, was oft den Aufwand funkgesteuerter oder elektronischer Zeitmessung erübrigt. Bei Sternbedeckungen durch den Mond bleibt zwar das Überraschungsmoment teilweise erhalten (d. h. eine Reaktionszeit von durchschnittlich 0,3 Sekunden), die jedoch meist nur um weniger als 0,1s schwankt.
Dies lässt sich durch Untersuchungen erklären, nach der sich die 0,3s aus drei Teilreaktionen zusammensetzt, die jeweils etwa 1 Zehntelsekunde betragen: Die sensorische Reizleitungszeit, die zentrale kognitive Verarbeitungszeit und die motorische Reizleitungszeit. Bei einfachen Reizen entfallen 1–2 dieser Komponenten, sodass die Reaktionszeit auf akustische Reize etwa 0,14 s und taktil 0,13 s beträgt.
Auch in der Funktechnik ist die Zehntelsekunde von Bedeutung, etwa bei manchen Zeitzeichensendern, die alternierend mit 1 und mit 10 Hertz codieren. Im selben Bereich liegt auch die Wahrnehmung ratternder Geräusche und die Zeitschwelle beim Morsen.